# 플럭서스 뮤직의 음반
이 문서는 플럭서스 뮤직에서 발매한 음반 목록이다.

## 2000년대
- 2003년 4월 25일 러브홀릭스 - Florist
- 2003년 4월 25일 러브홀릭스 - [Re:All] F.L.O.R.I.S.T
- 2003년 12월 19일 이승열 - 이 날, 이 때, 이 즈음에...
- 2004년 5월 14일 클래지콰이 프로젝트 - Instant Pig
- 2004년 8월 26일 러브홀릭스 - Invisible Things
- 2004년 11월 25일 클래지콰이 프로젝트 - Clazziquai Project Remix `ZBAM`
- 2005년 3월 15일 W - Where The Story Ends
- 2005년 9월 22일 클래지콰이 프로젝트 - Color Your Soul
- 2006년 3월 14일 클래지콰이 프로젝트 - Clazziquai 2nd Remix - Pinch Your Soul
- 2006년 4월 13일 러브홀릭스 - Nice Dream
- 2006년 9월 19일 알렉스 - [Ditgital Single] 각인[1]
- 2006년 11월 21일 러브홀릭스 - Re Wind
- 2006년 12월 12일 마이앤트메리 - Drift
- 2007년 1월 2일 러브홀릭스 - 마리아
- 2007년 5월 3일 이승열 - In Exchange
- 2007년 6월 7일 클래지콰이 프로젝트 - Love Child Of The Century
- 2007년 12월 11일 클래지콰이 프로젝트 - Robotica
- 2008년 1월 14일 W - 뜨거운 것이 좋아 OST[2]
- 2008년 1월 23일 윈터플레이 - Choco Snow Ball
- 2008년 2월 11일 장은아 - [Digital Single] 다시는 오지마
- 2008년 3월 11일 러브홀릭스 - Dramatic & Cinematic
- 2008년 4월 3일 이바디 - Story Of Us
- 2008년 5월 6일 알렉스 - [Digital Single] 화분
- 2008년 6월 11일 알렉스 - My Vintage Romance
- 2008년 9월 9일 윈터플레이 - [Digital Single] Happy Bubble
- 2008년 9월 23일 W&Whale - Hardboiled
- 2008년 10월 23일 클래지콰이 프로젝트 - Metrotronics
- 2008년 10월 28일 홍진경 - [Digital Single] 안암동 (요리사의 요리 Theme)
- 2008년 11월 4일 윈터플레이 - [Digital Single] Happy Snow Bubble
- 2008년 11월 11일 호란, 박기영 - [Digital Single] 달라송[3]
- 2008년 11월 24일 알렉스 - [Digital Single] Newways Always (나쁜짓)
- 2008년 12월 11일 러브홀릭스 - [Digital Single] Butterfly
- 2008년 12월 16일 마이앤트메리 - Circle
- 2009년 3월 5일 이바디 - Songs For Ophelia
- 2009년 3월 17일 W&Whale - Random Tasks
- 2009년 5월 19일 러브홀릭스 - [Digital Single] Miracle Blue
- 2009년 5월 28일 이바디 - 지금 사랑하지 않는 자, 모두 유죄 OST
- 2009년 6월 4일 클래지콰이 프로젝트 - [Digital Single] Wizard of OZ
- 2009년 7월 1일 윈터플레이 - Hot Summerplay
- 2009년 7월 14일 클래지콰이 프로젝트 - Mucho Punk
- 2009년 7월 28일 홍진경 - [Digital Single] 그대에게 가는 길
- 2009년 8월 25일 박기영 - [Digital Single] 녹화된 테잎을 감듯이
- 2009년 8월 31일 W&Whale - [Digital Single] Born To Rock
- 2009년 9월 7일 에이트 - [Digital Single] 환타스틱 프로젝트 Vol.1[4]
- 2009년 9월 10일 러브홀릭스 - In The Air
- 2009년 11월 26일 클래지콰이 프로젝트 - Mucho Beat
- 2009년 12월 7일 안녕바다 - Boy's Universe
- 2009년 12월 7일 W&Whale - [Digital Single] The Artist (조덕배 25주년 기념앨범 Part.1)[5]
- 2009년 12월 23일 박기영 - [Digital Single] Taste Of Love

## 2010년대
- 2010년 3월 18일 알렉스 - [Digital Single] `Melody` Project Part.1
- 2010년 5월 14일 호란 - [Digital Single] 버블송 2[6]
- 2010년 7월 15일 홍진경 - [Digital Single] 양심 있는 유부녀
- 2010년 8월 18일 이스턴 사이드 킥 - 흑백 만화 도시
- 2010년 9월 14일 윈터플레이 - Touche Mon Amour
- 2010년 11월 16일 안녕바다 - City Complex
- 2010년 11월 19일 박기영 - [Digital Single] 시 (From 영화 `시`)
- 2010년 12월 16일 이바디 - [Digital Single] 산책
- 2011년 3월 3일 핸섬피플 - [Digital Single] Shall We Dance[7]
- 2011년 3월 21일 테이 - [Digital Single] 반딧불 (후쿠야마 마사하루 리메이크)
- 2011년 3월 31일 핸섬피플,W&Whale - [Digital Single] 2011 들국화 리메이크 앨범 Part. 2
- 2011년 4월 14일 핸섬피플 - [Digital Single] Crazy
- 2011년 5월 7일 어반자카파 - [01]
- 2011년 5월 19일 알렉스 - [Digital Single] 같은 꿈
- 2011년 6월 2일 알렉스 - Just Like Me
- 2011년 6월 9일 이승열 - [Digital Single] 그들의 Blues
- 2011년 6월 29일 W&Whale - [Digital Single] 소녀 곡예사
- 2011년 7월 7일 W&Whale - Circussss
- 2011년 7월 21일 이스턴 사이드 킥 - 이스턴 사이드 킥 Second EP Album
- 2011년 8월 5일 이승열 - [Digital Single] 라디라
- 2011년 8월 9일 알렉스 - [Digital Single] 웃으며 안녕
- 2011년 8월 11일 이승열 - Why We Fail
- 2011년 8월 18일 어반자카파 - [Digital Single] `Tribute90` Part 1. `Just A Feeling`
- 2011년 9월 15일 안녕바다 - [Digital Single] `Tribute90` Part 5. `바보버스`
- 2011년 9월 29일 W&Whale - [Digital Single] `Tribute90` Part 7. `달팽이`
- 2011년 10월 6일 알렉스 - [Digital Single] 화려한 그대
- 2011년 10월 13일 이바디 - Voyage
- 2011년 10월 17일 알렉스,호란 - 오직 그대만 OST `꽃이 피네요`
- 2011년 11월 14일 클래지 - [Digital Single] 우리 변한거잖아
- 2011년 11월 28일 이바디 - 브레인 OST Part.3
- 2011년 12월 6일 어반자카파 - [Digital Single] Snowing
- 2011년 12월 19일 핸섬피플 - [Digital Single] 나는 작사가다 Season 03 `그런날이 있잖아`
- 2011년 12월 21일 클래지 - [Digital Single] Sexy Doll
- 2012년 1월 17일 클래지 - INFANT
- 2012년 2월 22일 SAZA최우준 - Saza's Blues
- 2012년 2월 28일 안녕바다 - Pink Revolution
- 2012년 3월 5일 조현아 - 도롱뇽도사와 그림자 조작단 OST Part.3
- 2012년 4월 3일 어반자카파 - Beautiful Day
- 2012년 5월 5일 알렉스,호란 - MBC 뮤직 `그 여자 작사 그 남자 작곡` Part.4 존박-진희
- 2012년 6월 28일 핸섬피플 - [Digital Single] Disco Girl
- 2012년 7월 5일 핸섬피플 - Are You Handsome?
- 2012년 8월 17일 이스턴 사이드 킥 - The FIRST
- 2012년 8월 21일 조현아 - R2B : 리턴투 베이스 OST[8]
- 2012년 8월 28일 조현아 - [Digital Single] Together Forever Vol.3[9]
- 2012년 9월 5일 어반자카파 - [Digital Single] 니가 싫어
- 2012년 10월 24일 From The Airport - [Digital Single] Colors
- 2012년 10월 30일 어반자카파 - [02]
- 2012년 12월 5일 클래지콰이 프로젝트 - [Digital Single] 함께라면
- 2012년 12월 18일 W & JAS - 우리가 결혼할 수 있을까 OST Part.1
- 2013년 1월 11일 From The Airport - [Digital Single] Everyone`s All Right
- 2013년 2월 5일 클래지콰이 프로젝트 - Blessed
- 2013년 2월 21일 스몰오 - That Will Fall
- 2013년 2월 25일 권순일, 박용인 - 광고천재 이태백 OST Part.2
- 2013년 3월 8일 테이 - [Digital Single] `Melody` Project Part.4
- 2013년 3월 10일 조현아 - 백년의 유산 OST Part.2
- 2013년 4월 15일 어반자카파 - 나인 OST Part.4
- 2013년 4월 19일 From The Airport - [Digital Single] Timelines
- 2013년 5월 23일 이승열 - V
- 2013년 7월 12일 안녕바다 - 난 그대와 바다를 가르네
- 2013년 8월 20일 W & JAS - New Kid In Town
- 2013년 9월 11일 이스턴 사이드 킥 - 추월차로
- 2013년 10월 23일 어반자카파 - [Digital Single] 거꾸로 걷는다
- 2013년 12월 2일 호란 - 따뜻한 말 한마디 OST Part.1
- 2013년 12월 3일 어반자카파 - [03]
- 2014년 2월 6일 From The Airport - Chemical Love
- 2014년 2월 10일 꽃잠프로젝트 - 우리가 사랑할 수 있을까 OST Part.3
- 2014년 2월 14일 호란 - 처용 OST Part.1
- 2014년 2월 21일 W & JAS -  처용 OST Part.2
- 2014년 3월 3일 조현아 - 여자만화구두 OST Part.1
- 2014년 3월 13일 꽃잠프로젝트 - Smile, Bump
- 2014년 5월 13일 스몰오 - Temper Of Water
- 2014년 5월 19일 어반자카파 - [Digital Single] Like A Bird
- 2014년 7월 4일 클래지콰이 프로젝트 - [Digital Single] Love Satellite
- 2014년 8월 1일 클래지콰이 프로젝트 - [Digital Single] Madly
- 2014년 9월 18일 클래지콰이 프로젝트 - Blink
- 2014년 9월 26일 권순일,박용인 - [Digital Single] 틈[10]
- 2014년 10월 14일 꽃잠프로젝트 - 유나의 거리 OST Part.4
- 2014년 11월 4일 어반자카파 - [04]
- 2014년 11월 21일 이승열 - 미생 OST Part.3
- 2015년 1월 9일 From The Airport - Young Could Imagine
- 2015년 3월 5일 꽃잠프로젝트 - [Digital Single] 자꾸 생각나[11]
- 2015년 3월 26일 W & JAS - [Digital Single] But We Have To Go
- 2015년 4월 17일 박용인 - 이혼변호사는 연애중 OST Part.1
- 2015년 5월 12일 어반자카파 - 식샤를 합시다 2 OST Part.5
- 2015년 5월 19일 호란 - 괜찮은 여자
- 2015년 5월 22일 어반자카파 - [Digital Single] Get
- 2015년 5월 28일 어반자카파 - UZ
- 2015년 6월 15일 From The Airport - [Digital Single] 어린 왕자[12]
- 2015년 6월 30일 W & JAS - [Digital Single] We Can't Dance But!
- 2015년 7월 9일 이승열 - SYX
- 2015년 7월 29일 꽃잠프로젝트 - One Sunny Day - LINE 드라마 좋은날 OST
- 2015년 10월 6일 꽃잠프로젝트 - Look Inside
- 2015년 10월 29일 이스턴 사이드 킥 - 굴절률
- 2015년 12월 16일 욜훈 - Yolhoon
- 2016년 3월 12일 이승열 - 시그널 OST Part.7
- 2016년 3월 23일 안녕바다 - 밤새,안녕히
- 2016년 5월 18일 솔튼페이퍼 - Spin
- 2016년 6월 17일 호란 - [Digital Single] 품[13]
- 2016년 6월 21일 김이지 - 또 오해영 OST Part.8
- 2016년 6월 22일 호란 - [Digital Single] 참지마요
- 2016년 6월 28일 이스턴 사이드 킥 - [Digital Single] 온스테이지 268번째 이스턴 사이드킥 (Eastern Sidekick)
- 2016년 7월 27일 호란 - [Digital Single] 마리와 나
- 2016년 8월 24일 호란 - 원더랜드
- 2016년 9월 6일 클래지콰이 프로젝트 - [Digital Single] #궁금해
- 2016년 9월 20일 클래지콰이 프로젝트 - Travellers
- 2016년 9월 28일 솔튼페이퍼 - 질투의 화신 OST Part.5
- 2016년 10월 25일 김이지 - 캐리어를 끄는 여자 OST Part.3
- 2017년 1월 13일 강현민 - Reflective
- 2017년 1월 14일 김이지 - 도깨비 OST Part.12[14]
- 2017년 1월 26일 From The Airport - [Digital Single] The Jump
- 2017년 2월 7일 From The Airport - The Boy Who Jumped
- 2017년 2월 21일 김이지 - 내성적인 보스 OST Part.5
- 2017년 4월 8일 솔튼페이퍼 - 시카고 타자기 OST Part.1
- 2017년 4월 25일 최재만 - [Digital Single] Complicated
- 2017년 5월 11일 테일러 - [Digital Single] I Feel Good
- 2017년 5월 30일 테일러 - Palette
- 2017년 6월 1일 김이지 - 수상한 파트너 OST Part.5
- 2017년 7월 24일 김이지 - 하백의 신부 OST Part.4
- 2017년 9월 13일 김이지 - 맨홀 OST Part.6
- 2017년 9월 15일 김이지 - [Digital Single] Place
- 2017년 11월 20일 김이지 - 멜로홀릭 OST Part.5
- 2017년 11월 27일 김이지 - [Digital Single] U Radiance
- 2017년 12월 10일 김이지 - 안단테 OST Part.6
- 2017년 12월 20일 최재만 - [Digital Single] Glow
- 2017년 12월 26일 솔튼페이퍼 - 투깝스 OST Part.4
- 2018년 1월 2일 솔튼페이퍼 - More Than Just Circles
- 2018년 2월 6일 솔튼페이퍼 - 크로스 OST Part.1
- 2018년 2월 8일 테일러 - [Digital Single] Into You
- 2018년 5월 22일 김이지 - 멈추고 싶은 순간 : 어바웃타임 OST Part.1
- 2018년 6월 19일 Eian - [Digital Single] Over The Rainbow
- 2018년 8월 15일 김이지 - 친애하는 판사님께 OST Part.2
- 2018년 8월 31일 김이지 - [Digital Single] Straw
- 2018년 10월 24일 호란 - [Digital Single] 바랍니다
- 2018년 10월 26일 Eian - [Digital Single] 새벽이 오면 난
- 2018년 11월 3일 솔튼페이퍼 - 미스마,복수의 여신 OST Part.4
- 2019년 1월 3일 솔튼페이퍼 - 남자친구 OST Part.6
- 2019년 4월 9일 테일러 - About
- 2019년 5월 17일 호란 - [Digital Single] 기도
- 2019년 8월 7일 테일러 - [Digital Single] Modern
- 2019년 8월 13일 김이지 - 웰컴2라이프 OST Part.2
- 2019년 8월 18일 이승열 - 왓쳐 OST Part.4
- 2019년 9월 17일 테일러 - [Digital Single] Modern 02
- 2019년 11월 6일 테일러 - [Digital Single] What's The Problem
- 2019년 11월 16일 김이지 - 몽슈슈 글로벌 하우스 OST Part.2

## 2020년대
- 2020년 4월 2일 이승열 - 메모리스트 OST Part.1
- 2022년 1월 8일 솔튼페이퍼 - 트레이서 OST Part.2